# Envenenamiento por mercurio
El envenenamiento por mercurio (también conocido como hidrargiria, hidrargirismo o mercurialismo) se produce por la exposición al mercurio o sus compuestos. El mercurio (símbolo químico Hg) es un metal pesado. La intoxicación por mercurio aparece en varias formas que dependen del estado de oxidación en que se presenta y entra en el organismo. Un primer estado de oxidación es el cero (Hg0) o mercurio metálico, que existe como vapor o como metal líquido. El estado (+1), Hg+ existe en forma de sales inorgánicas, y su estado (+2), Hg2+ puede formar tanto sales inorgánicas como compuestos orgánicos (llamados genéricamente compuestos organomercuriales). Las consecuencias son lesiones en el tejido nervioso y renal, y menos frecuentemente, en los pulmones. Puede ser, a su vez, el desencadenante de otras enfermedades, especialmente la acrodinia. La enfermedad de Minamata es una de sus manifestaciones más graves. A nivel internacional se ha suscrito el Convenio de Minamata sobre el Mercurio.

## Signos y síntomas
La severidad depende de la dosis absorbida, de la vía de absorción y de la duración de la exposición.
Los signos de envenenamiento por mercurio son una neuropatía periférica, —que se manifiesta como parestesia, picazón, ardor o dolor—, y la decoloración y descamación cutáneas en las mejillas y los dedos.
Debido a que el mercurio bloquea la vía de degradación de las catecolaminas, se produce un exceso de adrenalina que provoca sudoración profusa, taquicardia (latido cardíaco persistentemente más rápido de lo normal), aumento de la salivación e hipertensión (presión arterial alta). El mercurio puede inactivar la S-adenosil-metionina, que es necesaria para el catabolismo de las catecolaminas.
Los niños afectados pueden presentar coloración roja de las mejillas, la nariz y los labios, caída del cabello, dientes y uñas, erupción transitoria, hipotonía (debilidad muscular) y aumento de la sensibilidad a la luz. Otros síntomas pueden incluir disfunción renal (por ejemplo, el síndrome de Fanconi) o síntomas neuropsiquiátricos tales como labilidad emocional, deterioro de la memoria o insomnio. Por lo tanto, la presentación clínica pueden parecerse a los de feocromocitoma o enfermedad de Kawasaki.
En intoxicaciones crónicas por vapor mercurio inhalado de manera ocupacional como recoge el Instituto Nacional de Salud e Higiene en el trabajo NTH: 229 Mercurio. Protocolo de Vigilancia Médica y nuevos estudios médicos recogidos en la bibliografía médica ocupacional reciente, los síntomas sobre este ya no está dirigido a la tríada clásica de eretismo, temblor y gingivitis, sino también a sus efectos sobre las funciones sensoriales, trastornos de la conducta, anomalías electroencefalográficas, síndrome de fatiga crónica, fibromialgias, ostopenias, alteraciones psicológicas, entumecimientos y hormigueo, osteoporosis, etc.

### Causas
El consumo de pescado es de lejos la fuente más importante de exposición al mercurio en los seres humanos y animales, aunque las plantas y el ganado también contienen mercurio debido a la  biomagnificación de mercurio del suelo, el agua y la atmósfera, y debido a la bioacumulación del mercurio por la ingesta de otros organismos que lo contienen. Además de la ingesta, la exposición al mercurio también puede ocurrir al respirar aire contaminado. Otras fuentes de intoxicación proceden de la exposición a vapores de mercurio en los empastes dentales con amalgama de mercurio, por su manejo indebido (por ejemplo los derrames de mercurio metálico) o por la eliminación inadecuada de las lámparas fluorescentes.
El consumo de carne de ballenas y delfines, práctica habitual en Japón, es una fuente de altos niveles de envenenamiento por mercurio. Tetsuya Endo, un profesor de la Universidad de Ciencias de la Salud de Hokkaido, ha probado que la carne de ballena comprada en la ciudad de Taiji contiene niveles de mercurio que son más de 20 veces superiores a los estándares aceptables en el país.
Además del mercurio liberado de forma natural en los volcanes, hay varias fuentes de origen humano. La principal son las centrales de carbón. Se estima que dos terceras partes del mercurio generado por los humanos proviene de la combustión estacionaria, sobre todo de carbón. Otras fuentes antrópicas importantes incluyen la minería de oro, la producción de metales no ferrosos, la fabricación de cemento, eliminación de residuos, crematorios humanos, la producción de soda cáustica, arrabio y acero, producción de pilas de mercurio, y la quema de biomasa.
Dado el uso del cinabrio (sulfuro de mercurio, HgS) para la extracción del oro, los trabajadores de las pequeñas minas de oro independientes se encuentran ante un elevado riesgo de envenenamiento.
El mercurio y muchos de sus compuestos químicos, especialmente los compuestos organomercuriales, pueden ser absorbidos fácilmente por contacto directo con la piel, o en algunos casos (como el dimetilmercurio) con piel insuficientemente protegida. Estos riesgos sufren allí donde el mercurio y sus compuestos se utilizan comúnmente, como en los laboratorios químicos, hospitales, clínicas dentales, y las instalaciones implicadas en la producción de artículos como lámparas fluorescentes, baterías y explosivos.

## Mecanismo
El mercurio es un agente tóxico altamente reactivo cuyos efectos iniciales son difíciles de identificar y de cuyos mecanismos de toxicidad queda aún mucho por conocer. Daña el sistema nervioso central (SNC), el sistema endocrino, los riñones y otros órganos y afecta negativamente a la boca, las encías y los dientes. La ingesta durante largos periodos de tiempo o una fuerte exposición al vapor de mercurio, pueden causar daño al cerebro y finalmente la muerte. El mercurio y sus compuestos son particularmente tóxicos para los fetos y los bebés. Las mujeres que han estado expuestas al mercurio durante el embarazo pueden dar a luz niños con defectos congénitos graves, aunque no siempre ocurra tal cosa. 
La exposición al mercurio en los niños pequeños puede tener graves consecuencias neurológicas, dificultando la formación de las vainas de mielina que recubren los nervios periféricos, pues el mercurio inhibe la formación de la mielina. 
Existe alguna evidencia de que el envenenamiento por mercurio puede predisponer al síndrome de Young (hombres con bronquiectasias y recuento bajo de espermatozoides).
Los efectos de la intoxicación por mercurio dependen de si ha sido causada por la exposición al mercurio elemental, a los compuestos inorgánicos de mercurio (en forma de sales) o los compuestos organomercuriales como el dimetilmercurio.

### Mercurio elemental
El mercurio metálico líquido no se absorbe bien por ingestión ni por contacto con la piel. Es peligroso por su potencial de liberación de vapores de mercurio. Los datos en animales indican que menos del 0,01% de mercurio ingerido es absorbido por el tracto gastrointestinal intacto. Los casos de toxicidad sistémica por ingestión accidental son raros.
En los seres humanos, aproximadamente el 80% del vapor de mercurio inhalado se absorbe a través de las vías respiratorias y entra en el sistema circulatorio desde donde se distribuye por todo el cuerpo. La exposición crónica por inhalación, incluso en bajas concentraciones en el rango de 0,7 hasta 42 μg/m³, se ha demostrado que causa efectos tales como temblores, deterioro de las habilidades cognitivas y trastornos del sueño en los trabajadores.
La inhalación aguda de altas concentraciones causa una amplia variedad de trastornos de las habilidades cognitivas, sensoriales y motoras. Los síntomas más prominentes incluyen temblores (inicialmente afectan a las manos y a veces se extienden a otras partes del cuerpo), labilidad emocional (caracterizada por irritabilidad, timidez excesiva, pérdida de confianza, nerviosismo), insomnio, pérdida de memoria, cambios neuromusculares (debilidad muscular por atrofia, contracciones musculares), dolores de cabeza, polineuropatía (parestesia, pérdida sensorial, reflejos hiperactivos), y el déficit de rendimiento en las pruebas de función cognitiva.

### Compuestos de mercurio inorgánico
El mercurio inorgánico se produce en forma de sales como el cloruro mercúrico (II). Las sales afectan principalmente al tracto gastrointestinal y los riñones, y pueden causar daño renal grave. Sin embargo, ya que no pueden atravesar la barrera hematoencefálica con facilidad, estas sales causan poco daño neurológico a menos que se sufra a una exposición continua o alta. Como el mercurio posee dos estados de oxidación (Hg++ y Hg2+), las sales de mercurio aparecen en las formas de mercurio (I) (o mercurioso) y mercurio (II) (mercúrico). Las sales de mercurio (II) son generalmente más tóxicas que sus contrapartes de mercurio (I) porque su solubilidad en agua es mayor, por lo que se absorben más fácilmente en el tracto gastrointestinal.

#### Cianuro de mercurio
El cianuro de mercurio (también conocido como cianuro de mercurio (II)), Hg(CN)2, es un compuesto de mercurio particularmente tóxico. Si se ingiere, induce riesgo de muerte tanto por su contenido en mercurio como por el de cianuro. El Hg(CN)2 puede ingresar al cuerpo por inhalación, ingestión, o a través de la piel.
La inhalación de cianuro de mercurio irrita la garganta y las vías respiratorias. El calentamiento o el contacto de Hg(CN)2 con niebla ácida o ácido, emite mercurio tóxico y vapores de cianuro que pueden causar bronquitis con tos y flema y/o irritación del tejido pulmonar. El contacto con los ojos puede causar quemaduras y manchas marrones en los ojos y la exposición a largo plazo puede afectar la visión periférica. El contacto con la piel puede causar alergia, irritación y color de piel gris.
La exposición crónica a pequeñas cantidades del compuesto puede conducir a la acumulación de mercurio en el cuerpo, ya que pueden pasar meses o incluso años para que el cuerpo elimine el exceso de mercurio. La sobreexposición al cianuro de mercurio puede causar daño renal y/o envenenamiento por mercurio, temblores (por ejemplo: escritura temblorosa), irritabilidad, dolor en las encías, aumento de la salivación, sabor metálico, pérdida del apetito, pérdida de memoria, cambios de personalidad y daño cerebral. La exposición a grandes dosis de una sola vez puede conducir a la muerte súbita.
No se ha estudiado su capacidad de causar efectos nocivos a la reproducción. Aunque no se haya demostrado tampoco que los compuestos inorgánicos de mercurio (como Hg(CN)2) sean teratogénicos en humanos, se los debe manejar con cuidado ya que se conocen los daños que producen en embriones en desarrollo y la disminución de la fertilidad en hombres y mujeres.
Según un estudio, dos personas presentaron síntomas de envenenamiento por cianuro en cuestión de horas tras la ingestión de mercurio, cianuro o oxicianuro de mercurio, Hg(CN)2•HgO, en intentos de suicidio. Normalmente la toxicidad del Hg(CN)2 se plantea casi exclusivamente a partir del envenenamiento por mercurio, sin embargo el paciente que ingirió oxicianuro de mercurio murió después de 5 horas por intoxicación por cianuro antes de que se observaran síntomas de envenenamiento por mercurio. El paciente que ingirió Hg(CN)2 inicialmente mostró síntomas de intoxicación aguda por cianuro que fueron puestos bajo control y más tarde mostró signos de envenenamiento por mercurio, antes de recuperarse. Se cree que el grado de intoxicación por cianuro tiene que ver con si se liberan iones de cianuro en el estómago, lo que depende de factores tales como la cantidad ingerida, la acidez del estómago, y el volumen del contenido gástrico. Dado que las moléculas de Hg(CN)2 permanecen sin disociar en agua pura y en soluciones básicas, es lógico que la disociación se incremente con el aumento de la acidez. La alta acidez del estómago por lo tanto ayuda a los iones de cianuro a estar más biodisponibles, aumentando la probabilidad de intoxicación por cianuro.
El cianuro de mercurio se utilizó en dos asesinatos en Nueva York en 1898. El autor, Roland B. Molineux, envió medicamentos envenenados a sus víctimas a través del correo de los EE. UU. La primera víctima, Henry Barnett, murió de envenenamiento por mercurio doce días después de tomar el veneno. La segunda víctima, Catherine Adams, murió de envenenamiento por cianuro dentro de los treinta minutos después de tomar el veneno. Al igual que en los casos de suicidio, la diferencia entre los dos casos se puede atribuir a diferencias en la acidez de las soluciones que contenían el veneno, o bien a diferencias en la acidez de los estómagos de las víctimas.

### Compuestos orgánicos de mercurio
Los compuestos de mercurio tienden a ser mucho más tóxicos que el elemento en sí. Por otro lado, los compuestos orgánicos del mercurio son extremadamente tóxicos y han estado implicados en daños al cerebro y el hígado. El compuesto de mercurio más peligroso, el dimetilmercurio, es tan tóxico que incluso unos pocos microlitros derramados sobre la piel o incluso un guante de látex, pueden causar la muerte.
El mercurio es capaz de inducir un daño en el SNC mediante la migración al cerebro, cruzando la barrera hematoencefálica. El mercurio está presente en un gran número de compuestos aunque el metilmercurio (MeHg +), el dimetilmercurio y el dietilmercurio se consideran las únicas formas significativamente neurotóxicas. El metilmercurio y el dietilmercurio se consideran unas de las neurotoxinas más potentes jamás descubiertas. El MeHg + se adquiere normalmente mediante el consumo de mariscos, ya que tiende a concentrándose en los organismos de altos estratos en la cadena alimenticia. Se sabe que los iones de mercurio inhiben el transporte de aminoácidos (AA) y glutamato (Glu), lo que puede conducir a efectos de excitotoxicidad.

#### Metilmercurio
El metilmercurio es la principal fuente de mercurio orgánico para todos los individuos. Va ascendiendo en la cadena alimentaria a través de la bioacumulación en el medio ambiente, alcanzando altas concentraciones en las poblaciones de algunas especies. Son especies de peces grandes y predadoras como el atún o el pez espada, los que suelen tener niveles más altos de mercurio y generan mayor preocupación que las especies más pequeñas. La Administración de Alimentación y Medicamentos de EE. UU. (FDA) y la Agencia de Protección Ambiental (EPA) del mismo país asesoran a las mujeres en edad de procrear, madres lactantes y niños pequeños para evitar por completo el pez espada, tiburón, caballa y blanquillo del Golfo de México (el blanquillo dorado del Atlántico medio y Norte no presenta ningún riesgo). También para limitar el consumo de atún claro a no más de 6 oz (170 g) por semana, 18 y de todos los otros pescados y mariscos a no más de 12 oz (340 g) por semana.
Una revisión de 2006, realizada por el Dr. Dariush Mozaffarian y el Dr. Eric B. Rimm, de los riesgos y beneficios del consumo de pescado, encontraron que para los adultos es más beneficiosa la ingesta de una a dos porciones de pescado (a excepción de un pocas especies de peces) por semana que los riesgos, incluyendo a las mujeres en edad fértil. De hecho, evitar el consumo de pescado puede favorecer un considerable exceso de muertes por enfermedad cardiaca coronaria. También retrasaría el desarrollo neuronal óptimo en los niños. (Dr. Rimm ha informado en el pasado que ha recibido el pago o los honorarios de presentaciones sobre los alimentos y las dietas de ambos el Culinary Institute of America y la Asociación Internacional de Chefs, entre otros.[cita requerida])
Hay un largo período de latencia entre la exposición al metilmercurio y la aparición de los síntomas en casos de envenenamiento de adultos. El más largo período de latencia se registró cinco meses después de una sola exposición, en el caso de Dartmouth; también han sido reportados otros períodos de latencia están en el rango de semanas a meses. No hay explicación para este período de latencia. Cuando aparece el primer síntoma, por lo general es parestesia (una sensación de hormigueo o adormecimiento en la piel), es seguido rápidamente por los efectos más graves, que a veces terminan en coma y la muerte. El daño parece ser determinado no tanto por el valor máximo de mercurio, como por la duración de la exposición.
La exposición al metilmercurio en ratas en gestación, un periodo del desarrollo que sirve de modelo aproximado al desarrollo neural en humanos durante los primeros dos trimestres de gestación tiene consecuencias duraderas en el comportamiento adulto, siendo posible que aparezcan incluso más tarde durante la tercera edad. El cortex prefrontal o la transmisión de dopamina podrían ser especialmente sensibles incluso a una mínima exposición al metilmercurio durante la gestación, lo cual implica que los estudios de salud pública sobre el metilmercurio basados en la capacidad intelectual pueden subestimar su impacto en la salud pública.

#### Etilmercurio
El etilmercurio es un producto de degradación del etilmercuriltiosalicilato, un agente antibacteriano que se ha utilizado como antiséptico tópico y conservante de vacunas (más discutido abajo en tiomersal). Sus características no han sido estudiadas tan extensamente como las de metilmercurio. Se elimina de la sangre mucho más rápidamente, con una vida media de siete a diez días, y se metaboliza mucho más rápido que el metilmercurio. Probablemente no tiene la capacidad del metilmercurio para cruzar la barrera sangre-cerebro (barrera hematoencefálica) a través de transportadores, sino que se basa en la simple difusión para entrar en el cerebro.

#### Otras fuentes
Otras fuentes de exposición de mercurio orgánico son el acetato de fenilmercurio y el nitrato de fenilmercurio. Estos fueron utilizados en las pinturas de látex de interior por sus propiedades antimoho, pero se retiraron en 1990 debido a los casos de toxicidad.[cita requerida]

## Diagnóstico
El diagnóstico de envenenamiento por mercurio elemental o inorgánico consiste en determinar la historia de la exposición, los hallazgos físicos y una carga corporal elevada de mercurio. A pesar de todo, las concentraciones de mercurio en sangre son normalmente menos de 6 mcg/L, y las dietas ricas en pescado puede dar lugar a concentraciones de mercurio en la sangre superior a 200 mcg/L, por lo que no es tan útil medir estos niveles para los casos sospechosos de intoxicación por mercurio inorgánico o elemental, debido a que el mercurio tiene una vida media corta en la sangre. Si la exposición es crónica, se pueden obtener en orina; muestras de veinticuatro horas son más fiables que las muestras in situ. Son difíciles o imposibles de interpretar las muestras de orina de pacientes sometidos a terapia de quelación, pues el propio tratamiento aumenta los niveles de mercurio en las muestras. El diagnóstico de envenenamiento por mercurio orgánico se diferencia en que el análisis del pelo y la sangre es más fiable que los niveles de mercurio en la orina.

## Prevención
El envenenamiento por mercurio puede ser prevenido (o minimizado) eliminando o reduciendo la exposición al mercurio y sus compuestos. Por eso, muchos gobiernos y grupos privados han realizado esfuerzos para regular en gran medida el uso de mercurio, o hacer avisos acerca de su uso. Por ejemplo, en la Unión Europea la exportación de mercurio y algunos de sus compuestos está prohibida desde 03/15/2010. La variabilidad entre los reglamentos y avisos a veces es confusa tanto para personas inexpertas como para los científicos profesionales.
| País    | Agencia reguladora                              | Actividad regulada     | Medio   | Tipo de compuesto mercurial | Tipo de límite                 | Límite             |
| ------- | ----------------------------------------------- | ---------------------- | ------- | --------------------------- | ------------------------------ | ------------------ |
| EE. UU. | Administración de Salud y Seguridad Ocupacional | exposición ocupacional | aire    | mercurio elemental          | Máximo (no superar)            | 0.1 mg/m³          |
| EE. UU. | Administración de Salud y Seguridad Ocupacional | exposición ocupacional | aire    | mercurio orgánico           | Máximo (no superar)            | 0.05 mg/m³         |
| EE. UU. | Administración Alimentaria y Farmacéutica       | alimentación           | marisco | metilmercurio               | Concentración máxima admisible | 1 ppm (1 mg/L)     |
| EE. UU. | Agencia de Protección del Medioambiente         | bebida                 | agua    | mercurio inorgánico         | Concentración máxima admisible | 2 ppb (0.002 mg/L) |

La Agencia de Protección Ambiental de Estados Unidos (EPA) emitió recomendaciones en 2004 sobre la exposición al mercurio en el pescado y los mariscos. La EPA también ha desarrollado la campaña "Niños/Peces" de sensibilización para niños y adultos jóvenes, debido a la mayor repercusión de la exposición al mercurio en esa población. La Agencia Española de Seguridad Alimentaria y Nutrición (Aesan) en 2019 endureció las recomendaciones sobre consumo de pescados con alto contenido en mercurio elevando desde los tres a los 10 años de edad el inicio de consumo de peces depredadores de mayor tamaño y longevos (por ejemplo: pez espada o emperador, atún rojo, tiburón y lucio) y que las mujeres embarazadas, las que están planificando estarlo o las madres lactantes eviten su ingestión.

## Tratamiento
En ausencia de tratamiento la vida media del mercurio en el cerebro humano se aproxima a los 27,4 años.   Identificar y eliminar la fuente del mercurio es crucial. La descontaminación requiere la eliminación de la ropa, lavar la piel con agua y jabón y el lavado de los ojos con solución salina, según sea necesario. La ingestión de compuestos inorgánicos tales como el cloruro de mercurio debe ser abordada como la ingestión de cualquier cáustico grave. La terapia de quelación inmediata es el estándar de cuidado para un paciente con síntomas graves de envenenamiento por mercurio o con las pruebas de laboratorio indicando una elevada carga total de mercurio.
La terapia de quelación para intoxicación aguda de mercurio inorgánico se puede hacer con ácido dimercaptosuccínico (DMSA), el ácido 2,3-dimercapto-1-propanosulfónico (DMPS), D-penicilamina (DPCN) o dimercaprol (BAL). Sólo el DMSA ha sido aprobado por la FDA para uso en niños con el fin de tratar la intoxicación por mercurio. Sin embargo, varios estudios no encontraron beneficio clínico claro en el tratamiento con DMSA en intoxicaciones por el vapor de mercurio. Ningún quelante para el metilmercurio o etilmercurio ha sido aprobado por la FDA. El DMSA es el más utilizado para la intoxicación por metilmercurio grave, ya que se administra por vía oral, tiene menos efectos secundarios y se ha encontrado ser superior a BAL, DPCN y DMPS.
El ácido alfa-lipoico (ALA) ha demostrado tener un efecto protector contra la intoxicación aguda por mercurio en varias especies de mamíferos cuando se administra poco después de la exposición. La administración se debe realizar con las dosis apropiadas, ya que dosis inapropiadas incrementan la toxicidad del mercurio. A pesar de que se ha propuesto la hipótesis de que dosis bajas pero frecuentes de ALA pueden actuar como un agente quelante del mercurio (Protocolo de Cutler, por ejemplo), los estudios en ratas han sido contradictorios. El glutatión y la N-acetilcisteína (NAC) son recomendadas por algunos médicos, pero se ha demostrado que aumenta las concentraciones de mercurio en los riñones y el cerebro. Los datos experimentales obtenidos han demostrado una interacción entre el selenio y el metilmercurio, pero los estudios epidemiológicos han encontrado poca evidencia de que el selenio ayude a proteger contra los efectos adversos del metilmercurio.
Incluso si el paciente no tiene síntomas o una historia documentada de exposición al mercurio, una minoría de los médicos (sobre todo los de medicina alternativa) utilizan la quelación para "deshacerse" del mercurio corporal, que creen causa trastornos neurológicos y otros. Una práctica común es desafiar el cuerpo del paciente con un agente quelante, recoger muestras de orina y luego utilizar los informes de laboratorio para diagnosticar al paciente con niveles tóxicos de mercurio. A menudo no se toman muestras de orina antes de la quelación para su comparación.
No hay datos científicos que justifiquen la afirmación de que el mercurio usado en las vacunas causa el autismo  o sus síntomas, y no hay apoyo científico para la terapia de quelación como tratamiento para el autismo.
La terapia de quelación puede ser peligrosa si se administra incorrectamente. En agosto de 2005, una forma incorrecta de EDTA utilizada para la terapia de quelación dio lugar a una hipocalcemia, que causó un paro cardíaco que mató a un niño autista de cinco años de edad.

## Prognosis
Muchos de los efectos tóxicos del mercurio son parcial o totalmente reversibles, ya sea a través de una terapia específica o a través de eliminación natural del metal después de la exposición.  El mercurio en el cerebro humano tiene una vida media que se aproxima a los 27,4 años.  La exposición fuerte o prolongada puede causar daños irreversibles, sobre todo en los fetos, bebés y niños pequeños. El síndrome de Young se cree que es una consecuencia a largo plazo del envenenamiento por mercurio en la niñez temprana. El cloruro de mercurio puede causar cáncer, ya que causa el aumento de varios tipos de tumores en ratas y ratones, mientras que el metilmercurio causa tumores en los riñones en ratas macho. La EPA ha clasificado al cloruro de mercurio y el metilmercurio como posibles carcinógenos humanos (ATSDR, EPA).

### La detección en fluidos biológicos
El mercurio puede medirse en la sangre y orina para confirmar un diagnóstico de intoxicación en las víctimas hospitalizadas o para colaborar en la investigación forense en un caso de sobredosis fatal. Algunas técnicas de análisis son capaces de distinguir las formas orgánicas de las formas inorgánicas del metal. Las concentraciones en los líquidos tienden a alcanzar niveles altos poco después de la exposición a formas inorgánicas, mientras que niveles más bajos, pero muy persistentes se observan tras la exposición al mercurio elemental o los productos orgánicos. La terapia de quelación puede causar una elevación transitoria de los niveles de mercurio en la orina. No obstante, un aumento del mercurio detectado en los análisis después de aplicar la quelación, es un claro indicio de la cantidad de mercurio acumulada en el organismo, cantidad no detectada en los análisis rutinarios carentes de quelación previa.

## Historia
- El primer emperador de la China unificada, Qin Shi Huang, murió por la ingestión de píldoras de mercurio que tenían la intención de darle vida eterna.[45]

- Isaac Newton sufría envenenamiento por mercurio al hacer sus experimentos alquímicos, lo que explicaría su enfermedad y los cambios en su conducta.[46] En 1693 sufrió una gran crisis psíquica, causante de largos periodos en los que permaneció aislado, durante los que no comía ni dormía. En esta época sufrió depresión y arranques de paranoia. Mantuvo correspondencia con su amigo, el filósofo John Locke, en la que además de contarle su mal estado, lo acusó en varias ocasiones de cosas que nunca hizo. Algunos historiadores creen que la crisis fue causada por la ruptura de su relación con su discípulo Nicolás Fatio de Duillier. Sin embargo, tras la publicación en 1979 de un estudio que demostró una concentración de mercurio (altamente neurotóxico) quince veces mayor que la normal en el cabello de Newton, la mayoría opina que en esta época Newton sufría envenenamiento por mercurio.[46]
- En el México colonial, la minería era muy importante y se usaba el mercurio para la extracción de la plata. Los trabajadores en estas haciendas enriquecedoras eran afectados y tenían una esperanza de vida de solo 40 años.
- En las minas de Almadén, probablemente la reserva más grande de cinabrio del planeta, los Fugger, banqueros alemanes arrendatarios de la explotación, extraían mercurio utilizando galeotes condenados a trabajos forzados, en tan duras condiciones que les suponía morir jóvenes enloquecidos y envenenados. Un informe secreto del escritor Mateo Alemán (1593), juez inspector de las minas, narró sus horribles padecimientos.[47]
- José Parés y Franqués, médico de las minas de Almadén a fines del XVIII, describió las enfermedades laborales de los mineros de cinabrio en su Catástrofe morboso de las minas mercuriales de la Villa de Almadén del Azogue... (1778), obra pionera en la rama de salud laboral.[48]
- La frase es "loco como un sombrerero" es probablemente una referencia a la intoxicación por mercurio, pues los compuestos de mercurio se utilizaban en la fabricación de sombreros de fieltro en el siglo XVIII y XIX. El personaje "Sombrerero Loco" de Lewis Carroll alude a eso.

- Durante años, incluyendo la primera parte de su presidencia, Abraham Lincoln tuvo un medicamento común de su tiempo llamada "masa azul", que contenían cantidades significativas de mercurio.

- El 5 de septiembre de 1920, la actriz de cine mudo Olive Thomas ingirió cápsulas de mercurio disuelto en una solución alcohólica en el Hotel Ritz en París. Aún existe controversia sobre si fue un suicidio o si consumió la preparación externa por error. Su marido, Jack Pickford (el hermano de la conocida actriz Mary Pickford), tenía sífilis y el mercurio se utilizaba como tratamiento de la enfermedad venérea en aquella época. Murió pocos días después en el Hospital estadounidense de Neuilly.

- Un primer estudio científico sobre la intoxicación por mercurio fue escrito en 1923-6 por el químico alemán Alfred Stock, que resultó envenenado, junto con sus colegas, por la inhalación del vapor de mercurio que estaba siendo liberado por su laboratorio (válvulas de flotador y manómetros que contenían mercurio) y también del mercurio que había sido vertido accidentalmente y se mantenía en las grietas del revestimiento del piso de linóleo. Publicó una serie de documentos sobre el envenenamiento con mercurio, fundó en Berlín un comité para estudiar los casos de envenenamiento por mercurio, e introdujo el término "micromercurialismo".[49]

- El término síndrome de Hunter-Russell se deriva de un estudio de la intoxicación por mercurio en los trabajadores de una fábrica de embalaje de las semillas en Norwich, Inglaterra a finales de 1930, que respiraron metilmercurio que estaba siendo utilizado como desinfectante y conservante de semillas.[50]

- Los brotes de intoxicación por metilmercurio se produjeron en varios lugares de Japón durante la década de 1950 debido a las descargas industriales de mercurio en los ríos y aguas costeras. Los casos más conocidos fueron en Minamata y Niigata. En Minamata, más de 600 personas murieron a causa de lo que se conoce como la enfermedad de Minamata. Más de 21.000 personas presentaron reclamaciones ante el gobierno japonés, de las cuales casi 3.000 se certifica que la enfermedad. En 22 casos documentados, las mujeres embarazadas que consumieron pescado contaminado mostraron leves o ningún síntoma, pero dieron a luz a niños con graves discapacidades del desarrollo.[51]

- Un envenenamiento generalizado por mercurio se produjo en una zona rural de Irak en 1971-1972, cuando el grano tratado con un fungicida que contenía metilmercurio que estaba destinado a la siembra, fue utilizado por la población rural para hacer pan, causando al menos 6.530 casos de envenenamiento y por lo menos 459 muertes (véase desastre del grano envenenado de 1971 en Irak y el veneno Basora desastre grano).[52]

- El 14 de agosto de 1996, Karen Wetterhahn, una profesora de química que trabajaba en el Dartmouth College, derramó una pequeña cantidad de dimetilmercurio en su guante de látex. Comenzó a experimentar los síntomas de envenenamiento por mercurio cinco meses más tarde y, a pesar de una terapia de quelación agresiva, murió unos meses más tarde por el mal funcionamiento del cerebro debido a la intoxicación por mercurio.[53][54]

- En abril de 2000, Alan Chmurny intentó matar a una exempleada, Marta Bradley, mediante el vertido de mercurio en el sistema de ventilación de su coche.[55]

- El 19 de marzo de 2008, Tony Winnett, de 55 años, inhaló vapores de mercurio al tratar de extraer el oro de piezas de ordenador (mediante el uso de mercurio líquido para separar el oro del resto de la aleación), y murió diez días después. Su residencia en Oklahoma quedó tan contaminada que tuvo que ser destruida.[56][57]

- En diciembre de 2008, el actor Jeremy Piven fue diagnosticado con hidrargiria como resultado de comer sushi dos veces al día durante veinte años.[58]

- En el interior de China el envenenamiento por exposición al metilmercurio durante el primer decenio del siglo XXI no se producía por consumir pescado sino por el consumo de arroz.[59]

### Acrodinia infantil
La acrodinia infantil (también conocida como "enfermedad por calomelanos", "polineuropatía eritrodérmica", y "enfermedad rosada") es un tipo de envenenamiento por mercurio en los niños que se caracteriza por dolor y decoloración rosada de las manos y los pies. La palabra se deriva del griego, que significa άκρο final (como en: extremidad superior) y οδυνη significa dolor. También conocida como enfermedad de rosa, eritroedema, la enfermedad de Selter, o-Feer enfermedad Swift, la acrodinia era relativamente común entre los niños en la primera mitad del siglo XX. Inicialmente, la causa de la epidemia de acrodinia entre los lactantes y niños de corta edad se desconoce, sin embargo, la intoxicación por mercurio, principalmente por el uso de calomelanos en dentífricos, comenzó a ser ampliamente aceptado como su causa en la década de 1950 y 60. La prevalencia de acrodinia ha disminuido considerablemente después de que los calomelanos fueran excluidos de la mayoría de estos productos en 1954.
La acrodinia es difícil de diagnosticar, aunque "a menudo se postula que la etiología de este síndrome es una reacción de hipersensibilidad al mercurio debido a la falta de correlación con los niveles de mercurio, muchos de los síntomas se asemejan al reconocido el envenenamiento por mercurio".

### Procedimientos médicos
Debido a que el mercurio elemental a menudo pasa por el tubo digestivo sin ser absorbido, se utilizó médicamente para diversos fines hasta que los peligros de envenenamiento por mercurio llegaron a ser conocidos. Por ejemplo se usó para limpiar mecánicamente las obstrucciones intestinales (debido a su gran peso y fluidez) y fue un ingrediente clave en varias medicinas a lo largo de la historia, como la masa azul. Los efectos tóxicos a menudo o bien no se notaron en absoluto, o eran tan sutiles o genéricos que se atribuían a otras causas y no fueron reconocidos, como el envenenamiento causado por el mercurio. Si bien el uso de mercurio en la medicina ha disminuido, el mercurio que contienen compuestos son todavía utilizados médicamente en vacunas y amalgamas dentales, los cuales han sido objeto de controversia con respecto a su potencial para la intoxicación por mercurio.

#### Tiomersal
En 1999, el Centers for Disease Control (CDC) y el American Academy of Pediatrics (AAP) estadounidenses solicitaron a los fabricantes de vacunas retirar el organomercurio tiomersal de las vacunas y en consecuencia ya no existe en las vacunas europeas y estadounidenses, salvo para algunos preparados de la vacuna antigripal. Ambos organismos siguieron el principio de precaución, que asuma que no hay daño en ejercer la cautela incluso si luego resulta injustificado, pero sus medidas de 1999 crearon confusión y controversia que ha desviado la atención y los recursos lejos de los esfuerzos para determinar las causas del autismo.
Desde 2000, se ha reclamado contra el tiomersal por un su supuesta contribución al desarrollo del autismo y miles de padres en los EE. UU. han demandado compensación a través de fondos federales. En 2004, un comité del Institute of Medicine (IOM) concluyó en el rechazo de cualquier relación causal entre las vacunas con tiomersal y el autismo. Las tasas de incidencia del autismo han aumentado ininterrumpidamente incluso después de que el tiomersal fue eliminado de las vacunas infantiles. Actualmente no existe evidencia científica convincente de que la exposicióm al tiomersal sea un factor en la causa del autismo.

#### Amalgama dental
La amalgama dental, una aleación con aproximadamente un 50 por ciento de mercurio elemental, se introdujo por primera vez en Francia en el siglo XIX. Desde que comenzara a usarse ha existido controversia sobre su seguridad. Aunque en la gran mayoría de los casos la amalgama dental no parece producir problemas de salud sistémicos, se han registrado casos en los que la liberación de mercurio estaba por encima de lo normal debido a circunstancias especiales, así como casos de personas síntomáticas cuyos problemas de salud han remitido tras la extracción de sus empastes de amalgama y tratamiento de quelación. Parecen existir factores genéticos que hacen a algunas personas más vulnerables a la toxicidad por mercurio.
En los Estados Unidos, los Institutos Nacionales de la Salud ha declarado que los empastes de amalgama no representan riesgo para la salud personal. En Escandinavia, los empastes de amalgama están prohibidos desde el año 2008 debido a la preocupación sobre la contaminación ambiental con mercurio. En 2012 se inició un estudio para su prohibición en toda la Unión Europea debido al impacto que tienen sobre el medio ambiente.

### Cosméticos
Algunos productos que blanquean la piel contienen sustancias químicas tóxicas del cloruro de mercurio (II) como ingrediente activo[cita requerida].  Cuando se aplica, el producto químico se absorbe fácilmente a través de la piel al torrente sanguíneo. El uso de mercurio en los productos cosméticos es ilegal en los Estados Unidos. Sin embargo, los cosméticos que contienen mercurio son a menudo importados ilegalmente[cita requerida]. A raíz de un caso certificado de envenenamiento por mercurio resultante de la utilización de un producto importado que blanquea la piel, la FDA estadounidense Administración de Alimentos y Medicamentos  advirtió contra el uso de dichos productos.  Los síntomas de envenenamiento por mercurio son el resultado de la utilización de diversos productos de cosméticos que contienen mercurio. El uso de productos para blanquear la piel es especialmente popular entre las mujeres de Asia. En Hong Kong en 2002, fueron descubiertos dos productos conteniendo entre 9.000 y 60.000 veces la dosis recomendada.

### Lámparas fluorescentes
Las lámparas fluorescentes contienen mercurio que se libera cuando se rompen las bombillas o los tubos. Cuando se rompen dentro de una casa, las bombillas de vapor de mercurio pueden emitir suficientes vapores para presentar problemas de salud y la Agencia de Protección Ambiental de los EE. UU. recomienda evacuar y ventilar la habitación durante al menos 15 minutos después de romper una bombilla de luz fluorescente.
La rotura de lámparas múltiples presenta una mayor preocupación. Un informe de 1987 describe a un niño de 23 meses de edad que sufrió anorexia, pérdida de peso, irritabilidad, sudoración profusa y descamación y enrojecimiento de los dedos de manos y pies. Este caso se remonta a la exposición de mercurio a partir de una caja de bombillas fluorescentes de 8 pies que se había roto en un cobertizo junto al vivero principal. Los fragmentos habían sido limpiados, pero el niño a menudo utilizaba la zona para jugar.

## Intoxicación en fauna
La bioacumulación y biomagnificación del metilmercurio (MeHg+) tiene efectos serios en numerosas especies silvestres.

### Peces
Los peces acumulan mercurio pero no parecen sufrir envenenamiento. El MeHg+ se acumula principalmente en las vísceras de los peces, pero también en los tejidos musculares y el tejido adiposo. En consecuencia el mercurio se bioacumula en cada nivel de la cadena trófica, desde las algas y zooplancton a los peces de pequeño tamaño, y de estos a sus predadores de mayor tamaño, etc. Cuanto mayor es la edad del pez mayor puede ser la concentración de mercurio acumulada, por lo que cualquier animal (incluido el ser humano) que lo consuma ingeriría la máxima cantidad de mercurio acumulada en el pez. Este proceso justifica que los predadores como por ejemplo el pez espada (Xiphias gladius) o el cazón (Galeorhinus galeus) muestren concentraciones de mercurio por gramo de peso mayores que lo que cabría esperar por simple contacto con el mercurio ambiental. Como regla empírica se puede asumir que la concentración de mercurio aumenta diez veces en cada eslabón de la cadena trófica. Por ejemplo, la concentración de mercurio en el arenque (Clupea harengus) es aproximadamente 0.1 partes por millón, mientras que en cazón es aproximadamente de 1.0 partes por millón.
Un tercio de la ictiofauna de Nueva Jersey (Estados Unidos) mostró niveles de mercurio superiores a 0.5 partes por millón, un nivel que representa un riesgo para las personas que consuman regularmente pescado. En el 62% de los ejemplares pescados de rape común o rape blanco (Lophius piscatorius) pescado en la costa de Italia se ha medido una concentración de 2.2 miligramos de mercurio por kilo, superior al límite recomendado de 1 mg/kg.

### Aves
La concentración de MeHg+ en plumas de gaviota marfileña (Pagophila eburnea), una especie amenazada, ha aumentado 45 veces en los últimos 130 años pese a que su dieta no ha variado. Este cambio es una evidencia de la actividad humana en la liberación de mercurio a los ecosistemas y poblaciones de fauna.
El mercurio puede tener efectos perniciosos en los individuos, poblaciones y comunidades completas de aves. Por ejemplo, los albatros (Diomedea exulans) con mayor concentración sanguínea de mercurio tienen menos probabilidad de criar, y cuando lo hacen sus huevos eclosionan con menor probabilidad, y en el caso de hacerlo los pollos tienen menor probabilidad de volar que los pollos engendrados por albatros con menor concentración de mercurio en sangre. La condición corporal del Rascón picudo (Rallus longirostris) está relacionada negativamente con la concentración de mercurio en plumas y sangre. Las poblaciones menguantes de Turpial ojiclaro (Euphagus carolinus) tienden a tener mayor concentración de mercurio en sangre y plumas que otras poblaciones de la misma especie que no disminuyen su tamaño poblacional. Multitud de especies de una comunidad de aves canoras distante más de 100 km aguas abajo de un lugar tradicionalmente contaminado con mercurio tenían concentraciones preocupantes de mercurio. Por el contrario, no se han detectado cambios en las tendencias poblacionales de limícolas árticos cuyos huevos contenían mercurio. El diamante mandarín (Taeniopygia guttata) expuesto al MeHg+ en condiciones de laboratorio pierde masa corporal y es más sensible al riesgo de predación en comparación con individuos control. La contaminación por mercurio en las grullas de Manchuria (Grus japonensis) es extendida y en algunos ejemplares muy elevada (>100 microg/g en hígado o riñón).

### Mamíferos marinos
La contaminación mercurial de los océanos tiene alcance mundial, con un incremento de las concentraciones de metilmercurio en la zona mesopelágica (200 - 1000 m) más rápido que en las aguas superficiales. Como resultado, los ejemplares de elefante marino del norte (Mirounga angustirostris) que se alimentan mediante buceos profundos y buscan alimento en zonas alejadas de la costa presentan mayores concentraciones de mercurio, en comparación con los elefantes marinos del norte que prefieren alimentarse también en zonas alejadas de la costa pero mediante buceos poco profundos, que tienen menores niveles de mercurio. Los elefantes marinos del norte que suelen alimentarse cerca de la costa son los que menor concentración de mercurio presentan.
Aunque los valores de referencia de la toxicidad del mercurio para los mamíferos marinos son difíciles de establecer, el 99% de los elefantes marinos estudiados excedieron el umbral utilizado en neurología clínica de 0.21 micro-gramos por gramo de sangre para los mamíferos marinos, valor que está basado en los umbrales desarrollados para los seres humanos. El riesgo de envenenamiento por mercurio en los predadores marinos que se alimentan en la zona mesopelágica va a incrementarse debido al aumento pronosticado de las concentraciones de mercurio en los mares y océanos de la tierra, incluso en el caso de que las emisiones de mercurio de origen antrópico se detuvieran.
Niños de las Islas Faroe mostraron problemas neurológicos originados por el consumo materno durante el embarazo de carne de ballena piloto (Globicephala spp).